# Atlas Maior

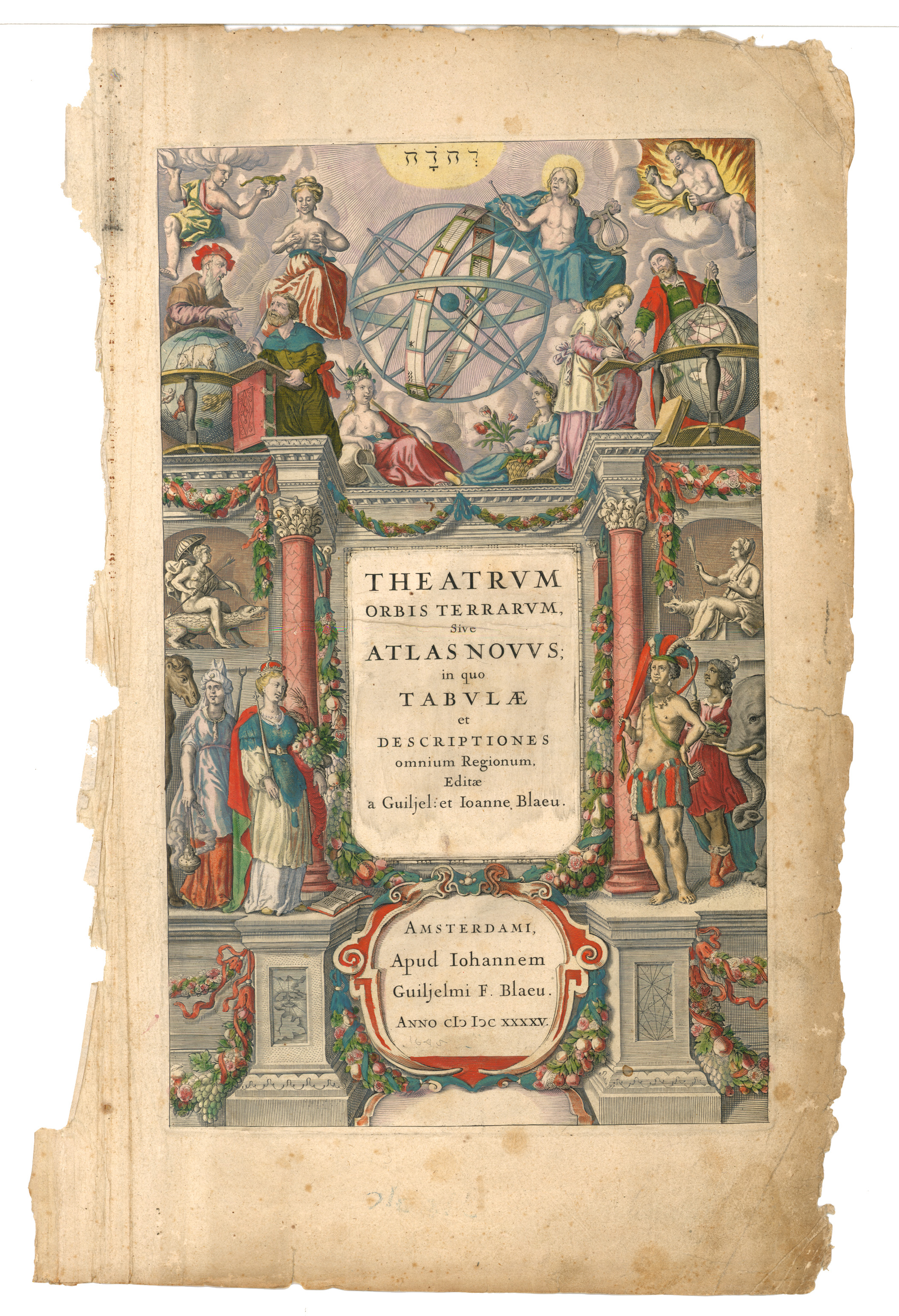
Frontespizio dell'edizione del 1645

L'Atlas Maior (o Atlas Novus, come veniva chiamato nelle prime edizioni) è un atlante completo del mondo, ideato da Willem Blaeu ma redatto dal figlio Joan Blaeu e ultimato nel 1665. Il libro originale, scritto in latino, consisteva di 11 volumi e conteneva 594 mappe.
In origine, il titolo completo era Theatrum Orbis Terrarum, sive Atlas Novus in quo Tabulæ et Descriptiones Omnium Regionum: ciò derivava dal fatto che l'atlante si basava su un'opera di Abramo Ortelio del 1570, dal titolo Theatrum Orbis Terrarum.
Una riproduzione moderna, contenente quasi 800 pagine e del peso di 7 kg è stata pubblicata dalla Taschen al prezzo di 200 dollari: è stata ricavata dalla copia attualmente presente alla Biblioteca Nazionale Austriaca di Vienna.
Esiste anche una versione a prezzo ridotto di 419 pagine (introduzione e note di Peter Van Der Krogt) pubblicato dalla Barnes & Nobles.